# Progeryon guinotae
Progeryon guinotae är en kräftdjursart som beskrevs av Crosnier 1976. Progeryon guinotae ingår i släktet Progeryon och familjen Geryonidae. Inga underarter finns listade i Catalogue of Life.